# The Battle of San Pietro
The Battle of San Pietro è un film documentario realizzato da John Huston per l'esercito americano nel 1943 ma presentato solo nel 1945, dedicato alla battaglia di San Pietro Infine, paese completamente distrutto durante la Campagna d'Italia nel corso della seconda guerra mondiale.
Il film, estremamente realistico e crudo, inizialmente non fu presentato al grande pubblico per l'opposizione dell'esercito; in sua difesa si pronunciò tuttavia il generale George Marshall, che ne caldeggiò la distribuzione alle truppe, come documentario.
Nel 1991 il film è stato scelto per essere conservato nel National Film Registry della Biblioteca del Congresso degli Stati Uniti.